# Зиденболлентин
Зиденболлентин (нем. Siedenbollentin) — община в Германии, в земле Мекленбург-Передняя Померания.
Входит в состав района Деммин. Подчиняется управлению Трептовер Толлензевинкель.  Население составляет 576 человек (на 31 декабря 2010 года). Занимает площадь 18,84 км².